# Night Driver (videohra)
Night Driver je videohra z roku 1976, která vyšla pod společností Atari, Inc.. Je považována za jednu z prvních videoher z pohledu první osoby a jednu z prvních závodních videoher. Vyšla původně jako arkádová videohra a dále byla adaptována na Atari 2600 Robertem Fulopem v roce 1980.

## Hratelnost
Grafické zpracování hry bylo jednoduché, na obrazovce je možné vidět skóre a bílé patníky naznačující okraje cesty – má tak vzniknout dojem jízdy v noci, kdy na patníky dopadá světlo auta, minimalistické zobrazení nenáročné na počítač.
K ovládání hry sloužil volant a jeden pedál, který plnil funkci přidávání plynu. Součástí designu byla také kapota auta, vytištěná na kusu průhledného plastu přilepená k obrazovce. Vyšly dvě varianty herního automatu, jedna s možností hraní vestoje a druhá s možností hraní vsedě.
Hra má několik možností a módů, včetně volby obtížnosti, módu pro dva hráče a délky trvání hry s možností nastavení na 50, 75, 100 nebo 125 sekund.

## Předchůdci
Night Driver nebyla prvním pokusem o závodní hru od společnosti Atari. Předcházela jí hra Space Race z roku 1973, ve které spolu dva hráči závodí ve vesmírných raketách. V roce 1974 pak vydala společnost Atari hru Gran Trak 10, kde byl možný pouze pohled na dráhu z ptačí perspektivy.
Pravděpodobnou inspirací byla hra Nürburgring 1, která vyšla v Německu o rok dříve. Tato hra již obsahuje pohled první osoby a designem je velice podobná.